# Bifrostobservatoriet
Bifrostobservatoriet är ett svenskt astronomiskt observatorium. 
Observatoriet byggdes omkring 1980 av amatörastronomer i Mariestads astronomiska klubb och ligger i Lugnås, cirka sju kilometer sydväst om Mariestad. En observatorieplattform byggdes 1985–86, en klubblokal med föreläsningssal, kök och mörkrum började användas 1992, och en ny kupol strax norr om de båda andra byggdes under åren 1987–1991. Västra kupolen innehåller ett 46 centimeters spegelteleskop. Östra kupolen är för närvarande tom.
På observationsplattformen finns ett 32 centimeters och 25 centimeters spegelteleskop med separat astrokamera, samt ett 25 centimeters spegelteleskop. I norra kupolen står Rune Fogelquists 60 centimeters och 38 centimeters spegelteleskop. Observatoriet ägs av MAK (Mariestads Astronomiska Klubb) och innehåller förutom instrument även bibliotek, mörkrum, mekanisk verkstad och föreläsningssal med kafé.